# Sandlöpare (ödlor)
Sandlöpare (Psammodromus) är ett släkte ödlor som hör till familjen egentliga ödlor. De arter som hör till släktet förekommer i södra Europa på Iberiska halvön och längs Frankrikes medelhavskust och i Tunisien, Algeriet och Marocko i västra Nordafrika.

## Arter
- Psammodromus algirus - algerisk sandlöpare, auktor Carl von Linné 1758, av Internationella naturvårdsunionen (IUCN) rödlistad som livskraftig (LC).[1]
- Psammodromus blanci, auktor Lataste 1880, av IUCN rödlistad som nära hotad (NT).[2]
- Psammodromus hispanicus - spansk sandlöpare, auktor Fitzinger 1826, av IUCN rödlistad som livskraftig (LC).[3]
- Psammodromus microdactylus, auktor Boettger 1881, av IUCN rödlistad som starkt hotad (EN).[4]

En ny art, Psammodromus occidentalis, beskrevs 2012 av Fitze, Gonzales-Jimena, San Jose, San Mauro och Zardoya. Tidigare betraktades den som hörande till spansk sandlöpare (P. hispanicus).
Därtill finns två taxon som har beskrivits som egna arter, Psammodromus jeanneae och Psammodromus manuelae, beskrivna av Busack, Salvador och  Lawson 2006, men det råder inte överensstämmelse om att de är goda egna arter och de behandlas i The Reptile Database som synonymer till algerisk sandlöpare (P. algirus). IUCN listar båda som egna arter, med statusen livskraftig (LC).
Under 2010-talet godkändes dessutom Psammodromus edwarsianus som art.